# Alins del Monte
Alins del Monte es una localidad integrante del municipio de Azanuy-Alins a 6 km de la capital del municipio.

## Geografía humana

### Demografía
| Gráfica de evolución demográfica de Alins del Monte entre 1842 y 1960 |
| |
| Población de derecho según los censos de población del INE Población de hecho según los censos de población del INEEn estos censos se denominaba Alins: 1842, 1857, 1860, 1877, 1887, 1897, 1900 y 1910 Entre el censo de 1970 y el anterior, este municipio desaparece porque se integra en el municipio 22040 (Azanuy Alins) |

En 1980 contaba con 33 habitantes, habiendo bajado la población a 10 en 1991 y en 2005 contaba con tan solo 8 habitantes.

## Datos de interés
En las cercanías existe un manantial de aguas termales cloruradas, si bien no se han creado las instalaciones necesarias para la utilización de las mismas.
En el municipio se encuentra el Castillo de Alins